# Taylor Harwood-Bellis
Taylor Jay Harwood-Bellis (Stockport, 30 januari 2002) is een Engels voetballer die doorgaans als centrale verdediger speelt. Hij verruildeManchester City in 2024 voor Southampton. Harwood-Bellis debuteerde in 2024 voor het Engels voetbalelftal.

## Clubcarrière
Harwood-Bellis is een jeugdproduct van Manchester City. In het seizoen 2019/20 speelde hij zijn eerste officiële minuten in het eerste elftal van de club: op 24 september 2019 kreeg hij in de League Cup-wedstrijd tegen Preston North End een basisplaats. Harwood-Bellis mocht dat seizoen uiteindelijk drie bekerwedstrijden spelen. In zijn debuutseizoen bij het eerste elftal kreeg hij ook een kans in de Champions League: in de groepswedstrijd tegen Dinamo Zagreb mocht hij in de 82e minuut invallen voor Nicolás Otamendi.
In het voorjaar van 2021 speelde op huurbasis bij Engelse tweedeklasser Blackburn Rovers waarvoor hij uiteindelijk 19 keren in actie kwam. Voor het seizoen in 2021-2022 was Hardwood-Bellis verhuurd aan RSC Anderlecht maar dat kwam begin januari op een einde door de weinige speelminuten. Hij ruilde Anderlecht in voor een avontuur op huurbasis bij Stoke City tot op het einde van het seizoen. Hierna werd hij nog uitgeleend aan achtereenvolgens Burnley en Southampton. Laatstgenoemde club nam hem in 2024 definitief over.

## Clubstatistieken
| Seizoen                         | Club               | Land            | Competitie       | Competitie | Competitie | Beker | Beker | Supercup | Supercup | Europees | Europees | Totaal | Totaal |
| Seizoen                         | Club               | Land            | Competitie       | Wed.       | Dlp.       | Wed.  | Dlp.  | Wed.     | Dlp.     | Wed.     | Dlp.     | Wed.   | Dlp.   |
| ------------------------------- | ------------------ | --------------- | ---------------- | ---------- | ---------- | ----- | ----- | -------- | -------- | -------- | -------- | ------ | ------ |
| 2019/20                         | Manchester City    | Engeland        | Premier League   | 0          | 0          | 3     | 1     | 0        | 0        | 1        | 0        | 4      | 1      |
| 2020/21                         | Manchester City    | Engeland        | Premier League   | 0          | 0          | 2     | 0     | —        | —        | 0        | 0        | 2      | 0      |
| 2020/21                         | → Blackburn Rovers | Engeland        | The Championship | 19         | 0          | 1     | 0     | 0        | 0        | —        | —        | 20     | 0      |
| 2021                            | → Anderlecht       | België          | Eerste klasse A  | 16         | 0          | 0     | 0     | —        | —        | 3        | 0        | 19     | 0      |
| 2022                            | → Stoke City FC    | Engeland        | The Championship | 4          | 0          | 0     | 0     | —        | —        | —        | —        | 4      | 0      |
| Carrière totaal                 | Carrière totaal    | Carrière totaal | Carrière totaal  | 39         | 0          | 6     | 1     | 0        | 0        | 4        | 0        | 49     | 1      |
| Bijgewerkt t/m 28 januari 2022. |                    |                 |                  |            |            |       |       |          |          |          |          |        |        |

## Interlandcarrière
Harwoord-Bellis doorliep verschillende Engelse jeugdelftallen. Op 17 november 2024 maakte hij zijn debuut voor de A-selectie in een Nations League-wedstrijd tegen Ierland. In de met 5-0 gewonnen wedstrijd kwam Harwood-Bellis in de 62e minuut in het veld voor Kyle Walker. Zeventien minuten later maakte hij het laatste doelpunt van de wedstrijd.
1 McCarthy ·
2 Walker-Peters ·
3 Manning ·
4 Downes ·
5 Stephens ·
6 Harwood-Bellis ·
7 Aribo ·
8 Smallbone ·
9 Armstrong ·
10 Lallana ·
11 Stewart ·
12 Edwards ·
13 Lumley ·
14 Bree ·
15 Wood ·
16 Sugawara ·
17 Brereton Díaz ·
18 Fernandes ·
19 Archer ·
20 Sulemana ·
21 Taylor ·
22 Alcaraz ·
23 Edozie ·
24 Charles ·
26 Ugochukwu ·
27 Amo-Ameyaw ·
28 Larios ·
31 Bazunu ·
32 Onuachu ·
33 Dibling ·
35 Bednarek ·
37 Bella-Kotchap ·
Coach: Martin